# Ураясу (Тіба)

35°39′13″ пн. ш. 139°54′6″ сх. д. / 35.65361° пн. ш. 139.90167° сх. д.
Урая́су (яп. 浦安市, うらやすし, МФА: [uɾajasu̥ ɕi]) — місто в Японії, в префектурі Тіба.

## Короткі відомості
Розташоване в північно-західній частині префектури, на березі Токійської затоки, на кордоні з Токіо. Виникло на основі декількох сільських поселень раннього нового часу. Складова Токійсько-Тібського промислового району. Основою економіки є рибальство, вирощування водоростей норі, молюсків асарі та хамаґурі, переробка морепродуктів, туризм. Місце знаходження Токійського Діснейленду. Станом на 1 жовтня 2008 площа міста становила 17,29 км². Станом на 1 січня 2009 населення міста становило 162 297 осіб.